# Beginning of the End
Beginning of the End är en amerikansk science fiction-film från 1957.

## Handling
Panik uppstår i Chicago då staden invaderas av jättegräshoppor, skapade då ett experiment gått snett.

### Fotnoter
1. ↑  ”Beginning of the End” (på engelska). IMDB. 10 mars 1957. http://www.imdb.com/title/tt0050177/plotsummary?ref_=tt_ov_pl. Läst 5 oktober 2014.